# 勝谷誠彦×田尾和俊『怒れるおっさんラジオ』
勝谷誠彦×田尾和俊『怒れるおっさんラジオ』（かつやまさひこ×たおかずとし いかれるおっさんラジオ）は、エフエム香川（FM香川）で2018年6月3日から12月2日まで毎週日曜18:00 - 18:30に放送されていたラジオ番組 。

## 概要
- 勝谷誠彦と田尾和俊のトーク番組である。
- 一回に2本撮りである。2018年8月21日に勝谷が緊急入院したので9月16日・23日放送分は勝谷の師匠的存在の花田紀凱と、同30日・10月7日放送分は花田の紹介でジャーナリストの山際澄夫がそれぞれピンチヒッターで出演。なおこの回は花田・山際のスケジュールの都合により東京都内の貸しスタジオで収録[2]。最後の収録となった2018年11月5日（同25日・12月2日放送分）は勝谷の体調を考慮して地元の尼崎市に近い大阪市のFM大阪で行われた。
- テーマ曲はCalmera「やっぱ好きやねん」。
- 2018年10月1日より月曜日11時30分 - 12時に再放送が行われていた。
- 2018年11月28日に勝谷が死去したことにより、同年12月2日の放送を最後に番組を終了した[3][4]。